# Tomoyuki Suzuki
Tomoyuki Suzuki (født 20. december 1985) er en japansk fodboldspiller, som spiller for den japanske fodboldklub Tokyo Verdy.